# 벨라미 (영화)
벨라미(Bellamy)는 프랑스에서 제작된 끌로드 샤브롤 감독의 2009년 범죄 영화이다. 제라르 드빠르디유 등이 주연으로 출연하였고 패트릭 고도 등이 제작에 참여하였다.

## 출연

### 주연
- 제라르 드빠르디유
- 클로비스 코르니악

### 조연
- 자크 갬블랭
- 마리 부넬
- 바히나 지오칸테
- 마리 마세론
- 아드리엔 폴리
- 이브 베르오방
- 로돌프 폴리
- 쟝 끌로드 뒤마
- 토머스 샤브롤

## 제작진
- 미술: 프랑수아 베누아 프레스코
- 의상: 믹 체미널